# Metamodello
Il metamodello è uno dei principi della programmazione neurolinguistica (PNL).

## Definizione
Dalla scoperta della PNL, Bandler e Grinder iniziarono a codificare i modelli di linguaggio di Virgina Satir e Fritz Perls. Questi psicoterapeuti ottennero i loro grandi risultati con i clienti partendo dall'aspetto generale a quello specifico. Da qui venne concepito il metamodello, il cui scopo è quello di aiutare le persone a recuperare alcune delle informazioni che sono state cancellate, distorte, o generalizzate, con l'obiettivo di formare una rappresentazione interna. Il metamodello può anche essere usato per portare le persone ad essere più specifiche, o portarle al di fuori di uno stato di trance, dove la loro attenzione è puntata su qualcosa di specifico che impedisce di cercare altre possibili soluzioni. Recuperando le informazioni perse è possibile esprimere nuove scelte sia in termini comportamentali che in termini concettuali o di esperienza. Il metamodello è uno strumento che permette di comprendere ciò che la gente intende dire, ed è una riformulazione del linguaggio e dell'esperienza.
Il modello è costituito da una struttura profonda e una superficiale. La struttura profonda rappresenta tutto quello che una persona vuole realmente esprimere, cioè la storia inconscia, completa e specifica. La struttura superficiale rappresenta ciò che la persona effettivamente dice, e cosa è stato tolto prima che la comunicazione fosse iniziata. Con l'uso del metamodello la PNL cerca di opporsi a questi processi comunicativi spesso automatici che prevedono un filtraggio delle informazioni, delle distorsioni e delle generalizzazioni.

## Fondamento e origini
Il termine greco meta significa qualcosa che "va oltre" o che "è al di là". In questo caso è un modello di linguaggio usato per descrivere o analizzare il modello del mondo di un'altra persona. Durante il processo comunicativo, le persone cancellano, distorcono, o generalizzano la propria esperienza per dargli senso e comunicarla agli altri. A seguito di questo processo di "filtraggio" viene percepita solo la struttura superficiale della rappresentazione di quell'esperienza. Il metamodello aiuta a riacquistare il significato inconscio e l'esperienza del mondo di qualcun altro, cioè la struttura profonda dell'esperienza.

## Le tre violazioni del metamodello

### Cancellazione
La cancellazione è un processo mediante il quale le persone prestano attenzione solo a certe dimensioni della loro esperienza escludendone altre. Si può prendere come esempio la capacità delle persone di filtrare ed escludere gli altri suoni in una stanza piena di gente che parla per porre l'attenzione sulla voce di una persona in particolare. La cancellazione riduce il mondo in proporzione a come le persone si sentono in grado di gestirlo. Questa riduzione può essere utile in alcuni contesti, ma essere fonte di malessere in altri.

### Distorsione
La distorsione è il processo che permette alla persona di attuare un cambiamento nei dati sensoriali della sua esperienza. La fantasia, ad esempio, permette alla persona di prepararsi all'esperienza che potrebbe vivere prima che essa accada. È un processo che ha reso possibili tutte le creazioni artistiche prodotte dall'uomo. In maniera simile, tutti i grandi romanzi o le scoperte scientifiche includono l'abilità di distorcere e snaturare la realtà presente.

### Generalizzazione
La generalizzazione è il processo mediante il quale gli elementi o le parti di modello della persona si distaccano dalla loro esperienza originale e vanno a rappresentare l'intera categoria, di cui l'esperienza ne è un esempio. La nostra capacità di generalizzare è essenziale per affrontare il mondo. Lo stesso processo di generalizzazione può portare un essere umano a stabilire una regola del tipo "io non esprimo i miei sentimenti".

## Evidenze scientifiche
Doemland (2001) condusse una ricerca empirica per esaminare le relazioni tra il modello cognitivo dalla prestazione da parte degli atleti, e come questo potesse essere correlato con i loro risultati. Lo studio investigò sull'uso del linguaggio da parte degli atleti e su come questo fosse connesso come il gesto atletico. I risultati suggerirono che gli atleti stimati generavano un numero significativamente maggiore di risultati positivi nella comunicazione rispetto agli atleti non stimati. Lo studio includeva anche l'analisi qualitativa delle violazioni del metamodello, delle cancellazioni, le distorsioni e le generalizzazioni che erano state usate. I risultati suggerirono che, dove questi erano presenti, avevano vari effetti su come gli atleti esprimevano verbalmente la percezione della loro prestazione.
Sandhu et al. (1991) presenta una mappa concettuale sull'uso del metamodello come uno degli strumenti che permettono al praticante di accedere alla struttura profonda della sua esperienza soggettiva per cambiare credenze su un comportamento esistente.